# Route de la Traversée
Pour les articles homonymes, voir Route départementale 23.
La route de la Traversée, ou RD23, également appelée route des Mamelles est une route départementale de la Guadeloupe. C'est la seule voie routière traversant l'île de Basse-Terre d'est en ouest.

## Tracé
Elle relie Pointe-Noire et la côte-sous-le-vent (ainsi qu'un tronçon se trouvant sur le territoire de la commune de Bouillante) à Petit-Bourg et l'agglomération pointoise, du lieu-dit Mahault à Vernou.
Longue de 17 km, elle traverse le massif montagneux de la Basse-Terre et le Parc national de la Guadeloupe via le col des Mamelles. Le long de son tracé se trouve le zoo de Guadeloupe, la maison de la forêt et la cascade aux écrevisses.

## Histoire
Divers projets sont évoqués dès le XVIIIe siècle. Le premier est celui d'une route entre Matouba et Petit-Bourg, idée reprise par Victor Hugues et par ses successeurs durant tout le XIXe siècle. Dans les années 1950, un autre projet envisage une route de Bois-Malher (Bouillante à Petit-Bourg en suivant une piste forestière. Enfin, le 19 mai 1959, Raymond Guilliod, maire de Bouillante et conseiller général, demande officiellement que l'administration étudie les constructions d'une route entre Pointe-Noire et Sainte-Rose (Duportail) par le massif ou entre Pigeon (Bouillante) et Prise d'Eau (Lamentin). Ce dernier projet est retenu. Le premier rapport concernant cette route est présenté lors de la cinquième session extraordinaire de 1960 par l'ingénieur en chef des Ponts-et-Chaussées, L. Feuillard. Il écarte le projet précédent en raison d'obstacles naturels insurmontables mais il retient que la route doit être entreprise, non pas de Pigeon, mais du hameau de Mahault jusqu'à Prise d'Eau. 
Les travaux commencent le 26 avril 1961. Albert Bonhomme, préfet, mène la cérémonie du premier coup de pioche. Le conseil général souscrit pour la construction un emprunt de 220 millions auprès de la caisse Centrale de coopération économique. 
La première liaison routière à travers le massif a lieu le 27 février 1965 mais l'ouverture officielle à la circulation ne se fait que le 17 juillet. L'inauguration officielle est organisée au col des Mamelles. 

### Accidents lors de la construction
Le 13 septembre 1962, Orthèse Pelissier est tué sur son bulldozer par la chute d'un arbre et le 25 mai 1965, Vincent Nerome trouve la mort en déplaçant une pelle chargeuse sur un chantier. 

## Galerie

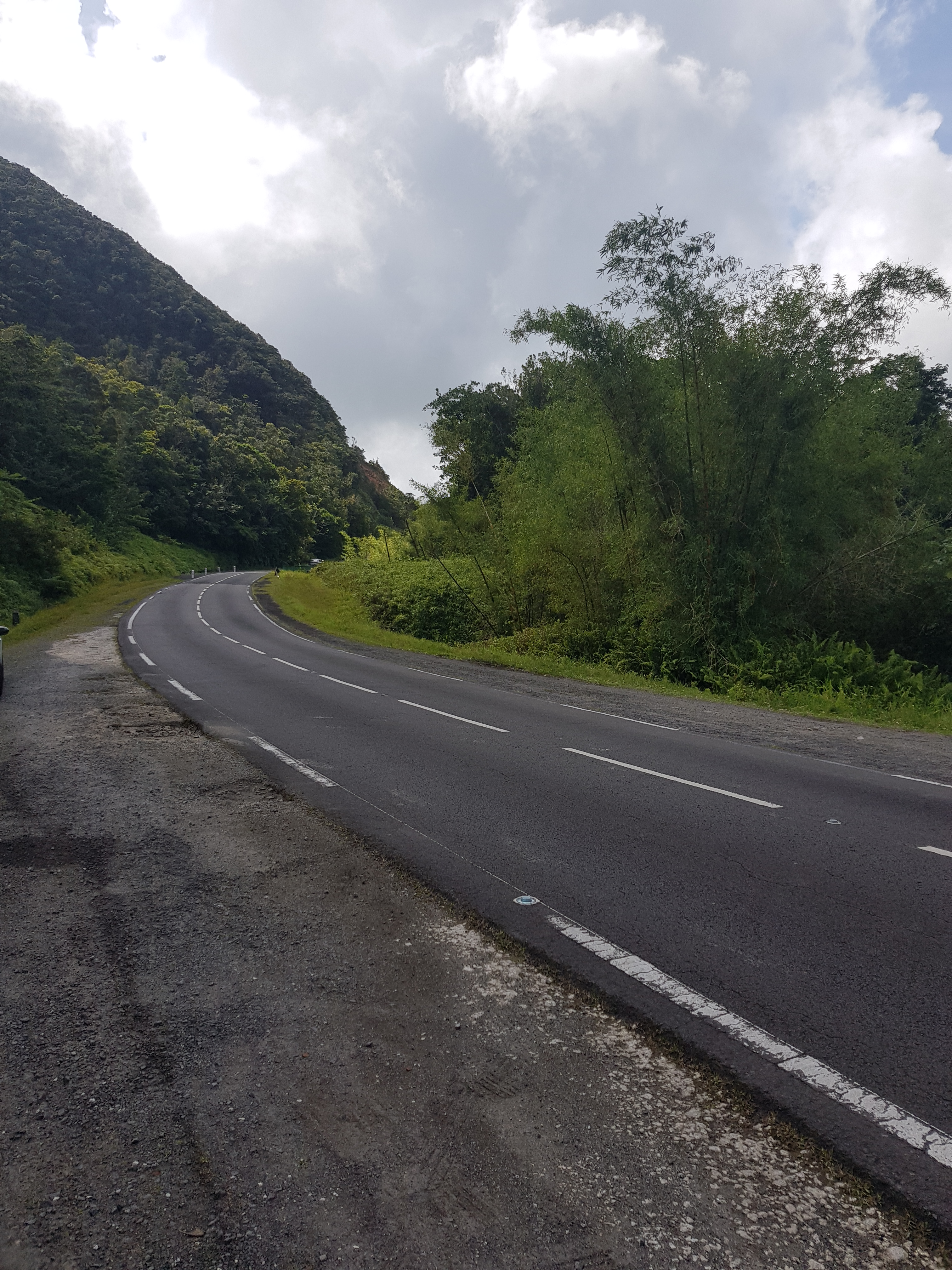
La Route de la Traversée vers Les Mamelles
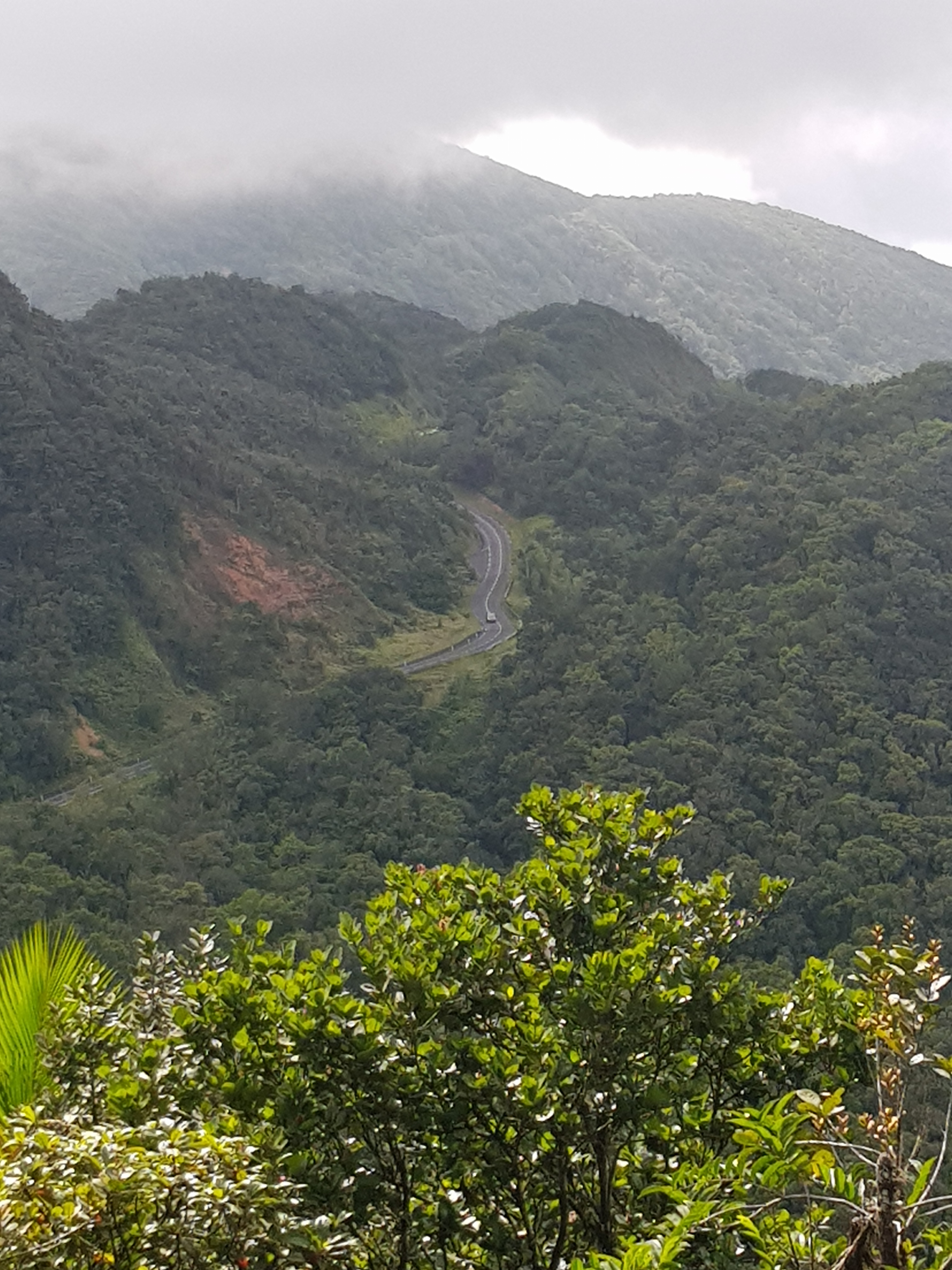
Route de la Traversée vue de la mamelle de Petit-Bourg